# Třída KDDX
Třída KDDX (jinak též třída KDX-IV) je třída perspektivních torpédoborců jihokorejského námořnictva. Od roku 2020 je vyvíjí jihokorejská loděnice Hyundai Heavy Industries (HHI, nyní HD Hyundai Heavy Industries – HD HHI). Plánována je stavba šesti torpédoborců, které by byly dodány do roku 2036.

## Stavba
V roce 2020 jihokorejská zbrojní úřad Defense Acquisition Program Administration zadala loděnici HHI na vývoj nové generace raketových torpédoborců. Neuspěla konkurenční loděnice Daewoo Shipbuilding and Marine Engineering (DSME, od roku 2022 Hanwha Ocean). Bude to první torpédoborec plně využívající domácích technologií. Jihokorejská bude nejen samotná platforma, ale i bojový řídící systém, senzory a významná část výzbroje. Maketu plavidla výrobce představil na veletrhu MADEX 2023. Dne 27. prosince 2023 společnost HD HHI dokončila základní návrh plavidel. Na rok 2024 bylo plánováno zahájení prací na detailním návrhu.

## Konstrukce
Torpédoborec bude vybaven bojovým řídícím systémem Hanwha Systems a integrovaným stožárem Hanwha Systems I-MAST s multifunkčním radarem pracujícím v pásmech S a X. Integrovaný sonarový komplex tvoří příďový sonar, vícepčelový vlečný sonar a nízkofrekvenční pole (Low-Frequency Projector Array). Součástí výzbroje bude 127mm kanón KMK45 Mod 4 (licenční výrobek zbrojovky Mk 45 Mod 4) v dělové věži na přídi, dva obranné systémy CIWS-II, osm protilodních střel a vertikální odpalovací sila KVLS a KVLS-II, z nichž mohou být vypouštěna raketová torpéda Hong Sang Eo, protiletadlové řízené střely, protilodní střely SSM-700K Hae Song a střely s plochou dráhou letu Hyunmoo III. Mají sloužit k vypouštění řízených střel L-SAM. Pohonný systém bude koncepce integrovaného elektrického pohonu (IEP). Tvoří jej generátory o celkovém výkonu 25 MW.